# Нотан
Нотан (яп. 濃淡, латиніз.: Nōtan) — японська концепція дизайну, що передбачає гру та розміщення світлих і темних елементів, коли вони розміщені поруч у композиції творів мистецтва та зображень.

## Використання
Таке використання світла і темряви перетворює форму та об'єм на плоскі фігури на двовимірній поверхні. Нотан традиційно представлений фарбою, чорнилом або нарізаним папером, але він має відношення до безлічі сучасних технік створення зображень, таких як літографія в поліграфії та ротоскопіювання в анімації.